# Svend Borberg
Svend Borberg (født 8. april 1888 i København, død 7. oktober 1947 sammesteds) var en dansk forfatter, dramatiker, redaktør og kritiker. Han var bror til N.C. og William Borberg og fader til Claus von Bülow.
Han blev student fra Metropolitanskolen 1907 og tog filosofikum året efter. Ridder af Dannebrog 1938. I 1939 var han blandt initiativtagerne og stifterne af Dramatisk Bibliotek (i dag Teatersamlingen), hvis formål det var at sikre adgang til dramatisk litteratur med hovedvægt på nyere litteratur fra både Danmark og udlandet. 
Han blev på grund af sin "unationale" holdning under Besættelsen ekskluderet af Danske Dramatikeres Forbund, af Dansk Forfatterforening og af Kraks Blå Bog. Endvidere trak han sig tilbage fra sit virke i Selskabet Dramatisk Bibliotek i 1947.
Svend Borbergs skuespil findes bevaret i Teatersamlingen (tidl. Dramatisk Bibliotek) på Det Kongelige Bibliotek.
Han er begravet på Mariebjerg Kirkegård.

## Værker
- Liliths Bog, 1910 Kbh.
- Den sejrende Type : Humane Visioner, 1913
- Smilet fra Reims, 1917. Forlagt af H. Aschehoug & Co.
- Krigen bag Krigen : gennem Krig og Revolution til Frihed og Fred, 1917. Steen Hasselbalchs Forlag
- Krig og Køn : Bidrag til en erotisk Ny-Orientering, 1918 Kbh.
- Das Lächeln von Reims, 1919. Zürich: Max Rascher Verlag.
- Vort Hjerte : Skuespil i 3 Akte, 1921. Medforfatter Louis Levy.
- Ingen: Skuespil i 8 faser, 1922, Steen Hasselbalchs Forlag, Kbh.
- Niemand : Ein Schauspiel in acht Phasen, 1923. Berlin
- Mr. Stick [i.e.: Svend Borberg] vender Timeglasset. 1927.
- Cirkus juris; eller, De siamesiske Tvillinger. Et Tankespil, 1935.
- Forspillet, 1937, Gyldendals julebog.
- Synder og Helgen; Tragedie, 1939. Opført på Det kongelige Teater med Thorkild Roose i rollen som som Don Quixote.
- Synder og Helgen, hørespil, 1940. Premiere 8.3.1940 i Danmarks Radio
- Detektiven i Biblioteket, eller den grufuldt dragende Hemmelighed i Henrik Ibsens Liv. 1941. Særtryk af: Berlingske Tidende. 18/2.
- La letteratura danese. 1941. Særtryk af: Danimarca e Islanda. Rom
- Bodil Ipsen, 1942. Kbh. : Grafisk Forlag
- Baaden: Skuespil fra Færøerne i fire akter, 1943. Premiere 19.4.1943 på Det Kongelige Teater.